# Carlos Santos de Jesus
Carlos Santos de Jesus ou simplesmente Carlos Santos (São Paulo, 25 de fevereiro de 1985) é um ex-futebolista brasileiro que atuava como zagueiro.

## Carreira
Carlos passou pela categorias de base do São Paulo. Em 30 Janeiro 2006 Carlos se juntou ao clube croata Dinamo Zagreb. O clube pagou a transferência de € 40.000. No começo, ele estava jogando na posição de zagueiro, mas nas últimas temporadas, ele teve muito mais impacto como um lateral-esquerdo. Carlos também passou seis meses emprestado no Varteks durante a temporada 2008-09, pois se encontrava fora do planos do técnico Marijan Vlak. Após seu retorno, ele atuou muitas vezes como titular, mas encontrou-se no banco mais uma vez, quando o clube contratou o defensor Leandro Cufré . Em 5 de fevereiro de 2010, foi anunciado no site oficial do Shandong Luneng que tinha o contratado por empréstimo. Em janeiro de 2011, foi anunciado que ele foi emprestado ao NK Zagreb . Ele jogou em cinco jogos, marcando um gol na última partida rodada contra Hrvatski Dragovoljac. Em julho de 2011, seu contrato com o Dinamo Zagreb foi rescindido por mútuo consentimento. Ele posteriormente assinou com o clube Ettifaq FC da cidade de Dammam que fica na Arábia.

## Títulos
Dinamo Zagreb
- Campeonato Croata: 2005–06, 2006–07, 2007–08, 2008–09, 2009–10
- Copa da Croácia: 2007, 2008, 2009

Shandong Luneng
- Super Liga Chinesa: 2010